# Metro de Kaohsiung
Metro de Kaohsiung (Chino: 高雄大眾捷運系統, 高雄捷運) es un sistema de tránsito rápido y tren ligero que cubre el área metropolitana de Kaohsiung, Taiwán. El sistema de metro se conoce comúnmente como Kaohsiung MRT para "tránsito rápido masivo". La construcción del MRT comenzó en octubre de 2001. El MRT se inauguró en 2008 y el tren ligero circular en 2015. KRTS es operado por la Corporación de Tránsito Rápido de Kaohsiung (KRTC; chino: 高雄 捷運 公司) debajo de unBOT contrato que la compañía firmó con el gobierno de la ciudad de Kaohsiung.
Dos de las estaciones de MRT de Kaohsiung, Formosa Boulevard y Central Park , fueron clasificadas entre los 50 mejores sistemas de metro más hermosos del mundo por Metrobits.org en 2011. En 2012, las dos estaciones respectivamente se clasificaron como la 2.ª y 4.ª entre las 15 paradas de metro más bellas del mundo por BootsnAll.
El sistema utiliza romanizaciones derivadas de Tongyong Pinyin .

## Historia
El gobierno de la ciudad de Kaohsiung realizó un estudio de viabilidad para construir un sistema de tránsito rápido en Kaohsiung en 1987. Después de encontrar resultados favorables, el gobierno de la ciudad comenzó a presionar al gobierno central para su aprobación y financiación. En 1990 se obtuvo la aprobación para establecer la Oficina de Tránsito Rápido Masivo de la Ciudad de Kaohsiung y comenzó la planificación de la red de tránsito rápido. La primera fase del Sistema de tránsito rápido masivo de Kaohsiung , las Líneas Roja y Naranja, fue aprobada en 1991, pero las disputas en la participación de fondos entre la ciudad de Kaohsiung y los gobiernos del condado de Kaohsiung estancaron el proyecto. La Oficina de Tránsito Rápido Masivo de la Ciudad de Kaohsiungse estableció oficialmente en 1994, para coincidir con el avance del proyecto en las etapas finales de alcance y diseño de detalle.
El trabajo continuó hasta 1996, cuando el Gobierno Central ordenó a KMRT que considerara la construcción del proyecto a través del método Build-Operate-Transfer (BOT). En 1999, el gobierno de la ciudad presentó una solicitud para el contrato BOT para construir la primera fase del sistema KMRT. En 2000, de los tres consorcios que presentaron ofertas, Kaohsiung Rapid Transit Corporation (KRTC) se le adjudicó el contrato, recibiendo derechos de negociación prioritarios con el gobierno de la ciudad en la construcción del sistema. KRTC obtuvo una licencia de empresa y se registró en diciembre de 2000. En enero de 2001, KRTC firmó el "Acuerdo de Construcción y Operación" y el "Acuerdo de Desarrollo" con el Gobierno de la Ciudad de Kaohsiung, señalando el comienzo de la construcción del sistema KMRT. Los principales participantes del KRTC son: China Steel Corporation , Southeast Cement Corporation, RSEA Engineering Corporation, China Development Industrial Bank y el Industrial Bank of Taiwan. El sistema actual costó NT $ 181.3 (US $ 5.46 mil millones) para construir e incluye un contrato por 30 años de operación y mantenimiento. Los costos de construcción fueron compartidos entre el gobierno central (79%), el gobierno de la ciudad de Kaohsiung (19%) y el gobierno del condado de Kaohsiung (2%).
La construcción comenzó en octubre de 2001, con 66 túneles blindados (45,3 km) completados en mayo de 2006. Los métodos de túnel de corte y cubierta y aburrido se utilizaron para la construcción de las líneas. En noviembre de 2006, comenzaron las primeras pruebas en la Línea Roja. En enero de 2007, se colocaron las últimas losas de concreto para las 37 estaciones planificadas.